# در شهر خبری نیست
در شهر خبری نیست فیلمی به کارگردانی مهدی فخیم زاده و نویسندگی مسعود اسدالهی محصول سال ۱۳۵۶ ایران است.

## داستان
علی جوانی شهرستانی است كه به پايتخت آمده و با كريم زندگی می كند. علی در نامه هايی كه به مادرش می نويسد وانمود كرده كه با همسرش پروين زندگي سعادتمندی دارد. مادرش با ارسال نامه ای می نويسد كه بيمار است و در لحظه های پايان عمر مايل است كه برای آخرين بار پسرش را ببيند.

## بازیگران
- مرتضی عقیلی
- آرام
- رضا کرم رضایی
- محمدتقی کهنمویی
- پروین سلیمانی